# 妹泽克惟
妹泽克惟（日语：／ Sezawa Katsutada ?，1895年8月21日—1944年4月23日），日本地球物理学家、地震学家。曾任东京大学地震研究所所长一职，长期针对弹性力学进行研究。

## 生平
妹泽克惟于1895年8月21日出生于日本石川县。1921年于东京帝国大学工学部船舶工学科毕业，并于次年留校成为助理教授，在末广恭二的指导下对振动论进行研究。在东京大学航空研究所进行研究后，被末广恭二邀请至东京大学地震研究所，后于1928年任教授。1942年，由于原东京大学地震研究所所长寺泽宽一调任至航空研究所，妹泽克惟被选任为地震研究所新所长。任所长2年后逝世，死因为营养失调或肺病，亦有可能为过劳死。

## 研究
虽然妹泽克惟因地震波传播的数理分析研究而受到关注，他也做过许多针对于飞机的机体构造的数理研究。同时，他还发表过关于船舶的振荡衰减和摩擦的研究，涉及矩形板和薄板的振动研究等多方面的论文。
1932年，岩波书店出版了由妹泽克惟编写的《振动学》。日本工学博士松浦克昌评价称，该书是囊括了当时振动学先进理论的大作。

### 妹泽波
表面波可被分为瑞利波和勒夫波。根据表层情况，实际观测的表面波与在均匀介质中传播的瑞利波相比会表示出不同的性质。由于勒夫波没有上下振动的成分，瑞利波和勒夫波可以通过上下振动和水平振动的幅度差异来区分。然而，现实中却存在着上下振动幅度较小的表面波，而且振动轨迹有时与常见的瑞利波相反。
1927年，妹泽克惟提出，分层的情况下的瑞利波的相位速度具有分散性的性质（M1系列）。1935年，妹泽克惟与地震工程学学者金井清共同在理论的层面上，表示了在具有表面层的情况下存在作为高次瑞利波的M2波。妹泽克惟与金井清共同发现的M2波在理论上解释了根据表层条件的不同有时会出现这样不常见的波。

## 荣誉
1924年，日本船舶海洋工学会授予妹泽克惟论文奖。1931年，因地震波的生成与传播相关的理论研究被日本学士院授予学士院恩賜奖。